# 町田幹子
町田 幹子（まちだ ことこ、1920年〈大正9年〉11月18日 - 2000年〈平成12年）4月11日）は嵯峨実勝の四女。母は尚子。愛新覚羅溥傑夫人である浩の末妹。夫はいとこにあたる町田徳之助・幾久子夫婦の次男・勉（元日本学生ライフル射撃連盟会長）。

## 略歴
浩の3人の妹の中で浩やその2人の娘と一番関係が深かった。昭和15年（1940年）に満州国に戻る浩に同行し、浩一家とともに満州国で暮らし、昭和18年（1943年）学習院幼稚園に入学する浩の長女・慧生を連れて日本に帰る。昭和32年（1957年）の天城山心中では、慧生が失踪した翌日に夫とともに嵯峨家に駆け付け、浩の代わりに天城山に行った。昭和36年（1961年）に浩が北京の溥傑の許に帰った際には北京まで同行し、日本に戻る意志を示していた嫮生を連れて帰国している。昭和61年（1986年）病気で入院していた浩の依頼に応じて北京に行って浩をつきっきりで看病し、翌年溥傑とともに浩の最期を看取った。平成6年（1994年）には嫮生らとともに溥傑の最期を看取った。2000年4月11日、脳内出血のため80歳で死去。